# Pelle Coat
«Pelle Coat» — другий і останній сингл американського репера Lil Durk з його восьмого студійного альбому Almost Healed, виданий Alamo Records 25 травня 2023 р. 

## Опис
На «Pelle Coat» Дерк читає реп і вшановує пам'ять померлих близьких йому людей, зокрема артиста King Von і брата Дерка, DThang: «I send money to jails, I send money for funerals / Even though they goin' to hell for all them niggas they killed / You know I'm part of my brother 'nem forever ever, ever, I'm goin' to hell». Він також розповідає про те, як його фанати в соціальних мережах просили його помститися людям, які вбили їх обох, і молиться Аллахові, щоб той допоміг йому виправити своє становище: «Mornin' time I get on my knees, I pray to Allah / Forgive me for the shit that I did / Let me get closer to my kids / Can you protect all my friends?»

## Відеокліп
Прем'єра сталася того ж дня, що й пісня, 25 травня 2023 року, за день до виходу Almost Healed. Режисер: Стів Кеннон. У кліпі знялися Дерк та Аліша Кіз. Є об'єднаним відео на цю пісню та спільну з Кіш «Therapy Session», що на альбомі передує «Pelle Coat». Кіз виступає в ролі психотерапевта Дерка, що слухає його розповідь про емоційний біль, який він відчуває від того, що його близькі помирають, хоча фізично вони не перебувають в одному місці. З переходом відео від «Therapy Session» до «Pelle Coat», стає видно як Дерк рухається вулицями свого рідного міста Чикаго, штат Іллінойс, проходить повз мурал із зображенням King Von і молиться зі своїм батьком у мечеті.

## Чартові позиції
| Чарт (2023)                               | Найвища позиція |
| ----------------------------------------- | --------------- |
| Канада (Canadian Hot 100)                 | 69              |
| Billboard Global 200                      | 79              |
| New Zealand Hot Singles (RMNZ)            | 16              |
| Велика Британія (Official Charts Company) | 75              |
| Велика Британія (UK R&B Chart)            | 35              |
| США (Billboard Hot 100)                   | 35              |
| США (Hot R&B/Hip-Hop Songs) (Billboard)   | 10              |